# 11-й армійський корпус (Україна)
11-й армійський корпус (11 АК, в/ч А3369) — загальновійськове оперативно-тактичне з'єднання (об'єднання) у складі Збройних сил України.
Був створений у 2016 році як Корпус резерву і складався з кадрованих з'єднань. Був стратегічним резервом Генерального штабу ЗС України. Із початком російського вторгнення 2022 року був розгорнутий за штатом військового часу.

## Історія
Хоча законодавчі умови розвитку корпусу резерву існували і раніше, значна організаційна робота в цьому напрямку розпочалась у 2014—2015 роках, після початку війни на сході України. Саме її учасники склали основу оперативного резерву генерального штабу. Станом на 2016 рік чисельність резервістів оцінювалася в 85000 осіб, до весни 2017 дві черги резерву загалом об'єднували 150000 бійців.

### Російське вторгнення 2022 року
На початок російського вторгнення 2022 року в Корпусі резерву були розгорнуті 3 танкові, 2 артилерійські, 13 піхотних, механізованих, єгерських бригад і два штурмові полки, загальна чисельність яких оцінювалася експертом Defense Express у 55000 осіб. Укомплектовані переважно з мобілізованих громадян деякі з цих підрозділів уже з перших тижнів брали участь у бойових діях з відсічі російському вторгненню.
У березні 2024 року президент указом змінив назву розділу «Кадр корпусу резерву (Корпус резерву)» у переліку посад, що комплектуються генералами та адміралами на «Армійський корпус (Корпус резерву)».
На жовтень 2024 року корпус вже носив назву 11-й армійський корпус.

## Структура
Структура при Корпусу резерву:
- Управління корпусу
- 3-тя окрема танкова бригада[9]
- 4-та окрема танкова бригада
- 5-та окрема танкова бригада
- 60-та окрема механізована бригада[10]
- 61-ша окрема механізована бригада[10]
- 63-тя окрема механізована бригада[9]
- 38-ма окрема артилерійська бригада[9]
- 45-та окрема артилерійська бригада[9]
- Частини забезпечення

Частини що ввійшли до складу корпусу після 24.02.22
- 71-ша окрема єгерська бригада
- 115-та окрема механізована бригада (згодом переведена до 17 АК[11])
- 68-ма окрема єгерська бригада[12]

Структура станом на 2024 рік:
- 3-тя окрема танкова бригада
- 60-та окрема механізована бригада (згодом переведена до 3 АК)[14]
- 61-ша окрема механізована бригада
- 63-тя окрема механізована бригада (згодом переведена до 3 АК[15])
- 45-та окрема артилерійська бригада
- 152-га окрема розвідувальна рота
- Частини забезпечення
- 432-й окремий батальйон безпілотних систем «Skyline»[16]

## Командування

### Командири
- 2019—2024: генерал-майор Миронюк Володимир Якович[17][18]
- 2024: полковник Губа Роман[18]
- з 2024: бригадний генерал Сірченко Сергій Анатолійович[19]

### Начальники штабу— перші заступники командира
- 2017—2018: полковник Скиба Петро Павлович[20]
- на 2022: бригадний генерал Отрощенко Володимир Павлович[21]

## Символіка
Нарукавний знак має вигляд оливкового щита, центральним елементом якого є червоне обернене вістря, обтяжене срібним знаком короля Лева Даниловича (1228—1301). Обабіч вістря — срібні пірнач та лицарський меч вістрям угору.
На стрічці, яку розташовано над емблемою, вміщено гасло корпусу резерву — «VINCERE BELLO SUBSIDIIS», тобто — «РЕЗЕРВИ ВИГРАЮТЬ ВІЙНУ».
Нарукавний знак і гасло корпусу затверджено 16 травня 2024 р.

### Довідки
- Сухопутні війська // ukrmilitary.com

### Звіти
- Основні показники реформування Міністерства оборони та Збройних Сил у 2016 році. www.ukrmilitary.com. Ukrainian Military Pages. 4 серпня 2017. Архів оригіналу за 7 вересня 2017. Процитовано 4 серпня 2017.
- Біла книга-2016. Збройні Сили України [Архівовано 5 серпня 2017 у Wayback Machine.]

### Новини
- На Рівненському полігоні відбулись бригадні тактичні навчання з бойовою стрільбою за участю військовослужбовців служби в резерві [Архівовано 26 вересня 2017 у Wayback Machine.] // Міністерство оборони України, 26 вересня 2017
- На перші навчання новосформованої бригади резерву залучили понад 3 тис. резервістів. www.ukrmilitary.com. Ukrainian Military Pages. 26 вересня 2017. Архів оригіналу за 23 липня 2019. Процитовано 3 червня 2018.

### Відео
- Перші навчання бригади резерву // Генеральний штаб ЗСУ, 26 вересня 2017